# Jacek Szmidt
Jacek Szmidt (ur. 16 lipca 1950 w Toruniu, zm. 12 sierpnia 2016 w Dąbkowicach) – polski kierowca wyścigowy, sadownik, działacz społeczny. Dwukrotny wyścigowy mistrz kraju, reprezentant Polski w Pucharze Pokoju i Przyjaźni, II wicemistrz tej serii w 1981 roku.
Karierę zawodniczą rozpoczął w 1976 roku od startów Promotem Polonia I w ramach Formuły Easter. W latach 1978–1979 rywalizował w Formule Polonia, zdobywając mistrzostwo Polski w 1978 roku oraz wicemistrzostwo rok później. W 1980 roku zmienił samochód na MTX i powrócił do ścigania się w ramach Formuły Easter, zdobywając trzecie miejsce w mistrzostwach Polski w sezonach 1980 i 1984, wicemistrzostwo w latach 1987, 1989–1990 i 1992 oraz mistrzostwo w 1991 roku. W latach 90. ścigał się jeszcze bez większych sukcesów w Formule Mondial i Formule 3, a w 1995 roku zakończył karierę sportową. Założył Klub Kierowców Wyścigowych.
Zawodowo zajmował się sadownictwem, był członkiem Związku Sadowników Polskich. Współzałożył Integrowaną Produkcję Owoców oraz wchodził w skład Rady Gospodarki Żywnościowej. Był też radnym Strzelec.

## Życiorys

### Rodzina
Urodził się w Toruniu jako najmłodsze dziecko Marii z domu Klimek (1914–1987) i Lucjana (1912–2003) Szmidtów. Jego ojciec był adwokatem, zaś matka przed II wojną światową pracowała w przedszkolu, a później zajęła się wychowaniem dzieci. Siostrami Jacka Szmidta były: Małgorzata (ur. 1942), Joanna (ur. 1945) i Elżbieta (ur. 1947).
31 sierpnia 1974 Jacek Szmidt zawarł związek małżeński z Haliną, córką Stanisława Korczaka, którą poznał podczas studiów. To małżeństwo miało dwie córki: Agnieszkę (ur. 1976) i Dominikę (ur. 1979).

### Początki kariery
W Toruniu uczęszczał do szkoły podstawowej i średniej, a następnie podjął studia na Wydziale Ekonomicznym Uniwersytetu Mikołaja Kopernika. W młodości zainteresował się sportami motorowymi, gimnastyką artystyczną i żeglarstwem. W 1972 roku zakwalifikował się na żeglarskie mistrzostwa świata w klasie Hornet. Jednakże w imprezie nie wziął udziału, z uwagi na fakt, iż macierzysty AZS Toruń nie dysponował odpowiednimi środkami finansowymi, aby Szmidt mógł wystartować w mistrzostwach. W efekcie tego Szmidt zrezygnował z żeglarstwa sportowego.
Na drugim roku zrezygnował ze studiów. Następnie rozpoczął pracę w toruńskim warsztacie i wstąpił do Automobilklubu Toruńskiego, gdzie początkowo pomagał w organizacji wyścigów. W 1975 roku zdobył licencję kierowcy rajdowego i wyścigowego.

### Starty w WSMP
Szmidt był jednym z pierwszych kierowców testujących nowego Promota Polonię I, a w 1976 roku rozpoczął karierę wyścigową, startując tym pojazdem w ramach Formuły Easter. Od początku do końca kariery jego mechanikiem był Lech Jamiński. W debiutanckim sezonie Szmidt ukończył dwa wyścigi: w Szczecinie i Toruniu, odpowiednio na dziewiątym i siódmym miejscu, i na koniec roku został sklasyfikowany na dziesiątej pozycji.
Po reaktywacji Formuły Polonia w 1978 roku Szmidt rozpoczął rywalizację w tej klasie. Torunianin wygrał rundę w Kielcach i dwukrotnie był trzeci, dzięki czemu zdobył mistrzostwo Formuły Polonia. W 1979 roku Szmidt po raz pierwszy został powołany do reprezentacji Polski na Puchar Pokoju i Przyjaźni. Najlepiej zawody ukończył na torze Most, a w klasyfikacji kierowców zajął jedenaste miejsce. W kraju, mimo zdobycia trzech podiów, Szmidt nie obronił tytułu w Formule Polonia, kończąc zmagania na drugim miejscu za Andrzejem Szulcem.
W 1980 roku toruński kierowca otrzymał od Polskiego Związku Motorowego nowoczesnego MTX 1-03. W tej sytuacji Szmidt powrócił do rywalizacji w Formule Easter, w której, z powodu choroby oka, starty ograniczył Marcin Biernacki. Jacek Szmidt zdobył w całym sezonie trzy podia i trzecie miejsce w klasyfikacji ogólnej, będąc najwyżej sklasyfikowanym kierowcą startującym rok wcześniej w Formule Polonia. W Pucharze Pokoju i Przyjaźni zajął z kolei ósme miejsce. Sezon 1981 mistrzostw Polski Szmidt rozpoczął od zdobycia trzech podiów, w tym drugiego miejsca w przerwanym z powodu deszczu wyścigu w Poznaniu. Jednakże dwóch pozostałych zawodów kierowca nie ukończył i dlatego zajął szóste miejsce w klasyfikacji końcowej. Natomiast w Pucharze Pokoju i Przyjaźni dzięki regularnej jeździe (cztery ukończone wyścigi) i dyskwalifikacji Toomasa Napy Szmidt zajął trzecie miejsce, ustępując jedynie Jiříemu Moskalowi i Jiříemu Červie. Sezon 1982 zakończył na jedenastym miejscu w Pucharze Pokoju i Przyjaźni. W mistrzostwach Polski nie ukończył jedynych dwóch wyścigów, w których uczestniczył.
Podczas pierwszej eliminacji sezonu 1983 (Poznań) mistrzostw Polski Szmidt uzyskał pole position i wygrał wyścig, wyprzedzając na mecie ówczesnego mistrza, Andrzeja Hołowieja. Podczas drugiej eliminacji (Kielce) Szmidt w środkowej fazie wyścigu wyprzedził Hołowieja i został liderem, ale nie ukończył wyścigu. W następnych dwóch wyścigach Szmidt był drugi, za Hołowiejem, a ostatniej eliminacji nie ukończył i zajął siódme miejsce na koniec sezonu. W Pucharze Pokoju i Przyjaźni torunianin zajął ponownie jedenastą pozycję, a jego najlepszym wynikiem było szóste miejsce na torze Czajka.
W 1984 roku Szmidt rozpoczął rywalizację nowym MTX 1-06, który otrzymali także Józef Kiełbania i Jerzy Mazur. Po starcie z pole position w wyścigu Poznań I kierowca spadł na czwarte miejsce, ale na trzecim okrążeniu objął prowadzenie i wygrał zawody. W zawodach Kielce I ponownie startujący z pole position Szmidt spadł za Mazura, który zdołał utrzymać przez cały wyścig kilkusekundową przewagę nad torunianinem. W Toruniu Szmidt był trzeci, a w Kielcach II odpadł z powodu awarii paska klinowego. Podczas ostatniej eliminacji (Poznań II) z powodu awarii sprzęgła musiał zjechać na naprawę do boksu, tracąc półtora okrążenia. Ostatecznie zawodnik zajął jedenaste miejsce w wyścigu i trzecie na koniec sezonu. W Pucharze Pokoju i Przyjaźni Szmidt wystartował w trzech eliminacjach i został sklasyfikowany na osiemnastej pozycji.
W latach 1985–1986 Szmidt odnosił gorsze rezultaty, zdobywając w tym okresie tylko jedno podium (Poznań I 1985). Miało to związek z problematycznym silnikiem Łady oraz kłopotami ze zdrowiem. Startując z pole position podczas zawodów Poznań II 1985, Szmidt na starcie był uczestnikiem kolizji z Hieronimem Kochańskim i odpadł z zawodów. Na koniec sezonu kierowca z Torunia zajął jedenaste miejsce, a rok później – piąte. Był ponadto uczestnikiem wyścigu Formuły Easter towarzyszącego Grand Prix Węgier 1986, zajmując w nim dziesiąte miejsce mimo jazdy z zepsutym układem hamulcowym. Przy okazji tego wyścigu Szmidt poznał Franka Williamsa, Nigela Mansella i Ayrtona Sennę.
Przed sezonem 1987 Szmidt podjął intensywny trening fizyczny, pokonując dziennie po dziesięć kilometrów na rowerku treningowym i na nartach biegowych. Ponadto, aby uniknąć problemów z jednostką napędową, kierowca zrezygnował z zapłonu elektronicznego. W tych okolicznościach torunianin podczas majowej eliminacji na torze Kielce zdobył pierwsze od dwóch lat pole position. Mimo to na starcie został wyprzedzony przez Jerzego Mazura. Na trzy okrążenia przed metą Szmidt podjął próbę ataku, w wyniku której doszło do kontaktu i niewielkiego uszkodzenia przedniego spojlera w pojeździe Szmidta. Ostatecznie zajął w tym wyścigu drugie miejsce. Do wyścigu Poznań II Szmidt startował z trzeciego miejsca, ale na starcie wyprzedził Stefana Banaszaka. Wkrótce potem spadł jednak na trzecie miejsce. W dalszej części wyścigu w samochodzie Szmidta uszkodzeniu uległa skrzynia biegów (brak trzeciego biegu), ale torunianin odparł ataki Artura Skwarzyńskiego i Piotra Góreckiego i ukończył zawody jako trzeci. Podczas wyścigu w Toruniu 5 września, startujący z pole position Szmidt na starcie na krótko stracił prowadzenie na rzecz Jerzego Mazura. Następnie jednak został liderem, a na trzynastym okrążeniu drugi Mazur wskutek awarii zawieszenia spadł za Stefana Banaszaka. W samochodzie Szmidta doszło do usterki skrzyni biegów, ale lokalny kierowca zwyciężył z przewagą 8,5 sekundy. Szmidt wygrał eliminację Poznań II, ponieważ jadący przed nim Banaszak i Jiří Mičánek odpadli z rywalizacji (Banaszak wskutek kolizji z dublowanym zawodnikiem, a Mičánek przez urwany przewód cewki zapłonowej). W eliminacji Poznań III Szmidt zajął piąte miejsce i zdobył wicemistrzostwo Formuły Easter ze stratą trzech punktów do mistrza – Jerzego Mazura.
Cechą charakterystyczną roku 1988 był brak czołowych zawodników Formuły Easter poprzedniego sezonu, takich jak Jerzy Mazur, Stefan Banaszak, Andrzej Wojciechowski, Robert Gajór i Tomasz Szczęsny. Do pierwszego wyścigu sezonu, w Poznaniu, Szmidt wywalczył pole position, ale następnie wrócił do domu, chcąc uczestniczyć w pierwszej komunii świętej swojej córki. W całym sezonie Szmidt ukończył tylko dwa wyścigi, najlepiej finiszując na drugim miejscu w Toruniu. Na koniec roku sklasyfikowany został na jedenastym miejscu. Natomiast w sezonie 1989 torunianin debiutował w powstałej wówczas Formule Mondial, jednak nie ukończył dwóch wyścigów i skoncentrował się na startach w Formule Easter. W tej serii kierowca wygrał zawody Kielce I, a w całym sezonie trzykrotnie stawał na podium. W ten sposób Szmidt zdobył wicemistrzostwo Polski, ulegając tylko Mariuszowi Podkalickiemu. Jednocześnie w 1989 roku Szmidt po raz ostatni startował w Pucharze Pokoju i Przyjaźni, a jego ostatnim wyścigiem była runda w Schleizu, gdzie zdobył czternaste miejsce.
W pierwszych czterech rundach sezonu 1990 Szmidt zdobył jedno podium. Kierowca wygrał jednak wyścig w Kielcach II, a w Poznaniu III zajął drugie miejsce za Edgardem Lindgrenem, zostając jednocześnie zwycięzcą tego wyścigu w klasyfikacji mistrzostw Polski i zdobywając wicemistrzostwo Polski Formuły Easter. Sezon 1991 zawodnik rozpoczął od zdobycia trzeciego miejsca w Poznaniu I, a do zawodów w Kielcach I nie wystartował wskutek wypadku na treningu. Następnie wygrał trzy wyścigi z rzędu i zdobył swoje pierwsze mistrzostwo w klasyfikacji Formuły Easter. Szmidt nie zdołał obronić tytułu mimo dwóch zwycięstw w 1992 roku, a przyczyniły się do tego między innymi awarie pojazdu.
W 1993 roku Szmidt pozyskał wsparcie sponsora – Rafinerii Gdańskiej, i zrezygnował ze startów w Formule Easter na rzecz Formuły Mondial. W porównaniu z konkurencją, przeważnie używającą Estonii 21 lub Estonii 25, Szmidt na początku sezonu dysponował przestarzałym MTX 1-06. Mimo to zawodnik zajął trzecie miejsce w klasyfikacji mistrzostw Polski w zawodach Poznań II (ósme w klasyfikacji generalnej). W następnej eliminacji Szmidt zadebiutował Estonią 25, jednak zmiana pojazdu nie spowodowała polepszenia wyników i kierowca zakończył sezon na czternastym miejscu. W roku 1994 Szmidt ukończył jedynie wyścig Kielce II, zdobywając w nim szóste miejsce, i zakończył sezon jako czternasty. W 1995 roku wystartował w czterech wyścigach Formuły 3, najlepiej kończąc zawody na piątym miejscu (Poznań I). Na koniec sezonu Szmidt zdobył 25 punktów i dziewiątą pozycję w klasyfikacji kierowców. Następnie zakończył karierę sportową.
Uczestniczył w około dwustu wyścigach. Był członkiem zarządu Automobilklubu Toruńskiego. W 2010 roku założył Klub Kierowców Wyścigowych, mający na celu reaktywację historycznych klas wyścigowych.

### Działalność pozasportowa
Po zawarciu związku małżeńskiego z Haliną Korczak w 1974 roku stał się współwłaścicielem dwóch gospodarstw sadowniczych w Długołęce oraz Dąbkowicach. Drugie z tych gospodarstw Szmidtowie otrzymali po ślubie od rodziców Haliny i powiększyli jego powierzchnię z dziesięciu do czterdziestu hektarów. Jacek Szmidt został członkiem Związku Sadowników Polskich, w 2004 roku zostając jego wiceprezesem. Był współzałożycielem pierwszej grupy sadowniczej w Polsce – IPO (Integrowanej Produkcji Owoców), która ma na celu upowszechnianie i kontrolowanie zdrowej żywności. Szmidt wchodził w skład Rady Gospodarki Żywnościowej przy Romanie Jagielińskim oraz Wojciechu Olejniczaku.
Współpracował z Witoldem Zatońskim przy organizacji akcji „Rzuć palenie” i „Promocja zdrowia”, a także z Alojzym Balcerzakiem przy prowadzeniu galerii „Koszelówka”. Zajmował się również odrestaurowywaniem starych samochodów; wspólnie z Lechem Jamińskim w 2012 roku odbudował dla Longina Bielaka Promota Polonię I.

### Śmierć
Zmarł wskutek choroby nowotworowej 12 sierpnia 2016 roku w swoim domu w Dąbkowicach. Jego pogrzeb odprawił 17 sierpnia ks. Tadeusz Durszlewicz. Pochowany został na cmentarzu rzymskokatolickim w Trębkach.

## Styl jazdy
Według Kutnowskiego słownika biograficznego styl jazdy Szmidta cechowała ambicja i nieustępliwość. Sam kierowca podkreślał jednak, że kluczowa w osiągnięciu dobrego wyniku jest „świadoma jazda”, którą nabywa się poprzez doświadczenie. Szmidt nie był zwolennikiem brawurowej, widowiskowej jazdy podczas wyścigów, argumentując to potencjalnym ryzykiem.

## Odznaczenia
- Srebrny Krzyż Zasługi
- Złota Honorowa Odznaka Fundacji „Promocja Zdrowia”
- Odznaka honorowa „Zasłużony dla Rolnictwa”
- Odznaka honorowa „Zasłużony dla Kultury Polskiej”[50]

## Wyniki
| Legenda oznaczeń w tabelach wyników Wyświetl szablon na nowej stronie | Legenda oznaczeń w tabelach wyników Wyświetl szablon na nowej stronie                                                                     |
| Oznaczenie                                                            | Wyjaśnienie |
| --------------------------------------------------------------------- | --- |
| Złoty                                                                 | Zwycięzca lub mistrzostwo |
| Srebrny                                                               | 2. miejsce lub wicemistrzostwo |
| Brązowy                                                               | 3. miejsce lub II wicemistrzostwo |
| Zielony                                                               | Ukończył, punktował (w klasyfikacji generalnej, gdy zdobył co najmniej jeden punkt na przestrzeni sezonu, poza trzema powyższymi opcjami) |
| Niebieski                                                             | Ukończył, nie punktował (w klasyfikacji generalnej, gdy nie zdobył co najmniej jednego punktu na przestrzeni sezonu)                      |
| Czerwony                                                              | Nie zakwalifikował się (NZ) |
| Czerwony                                                              | Nie prekwalifikował się (NPK) |
| Różowy                                                                | Nie ukończył (NU) |
| Różowy                                                                | Niesklasyfikowany (NS) (w klasyfikacji generalnej, gdy nie został sklasyfikowany w żadnym wyścigu sezonu)                                 |
| Czarny                                                                | Zdyskwalifikowany (DK) |
| Czarny                                                                | Wykluczony (WYK/EX) |
| Biały                                                                 | Nie wystartował (NW) |
| Biały                                                                 | Kontuzjowany (K/INJ) |
| Biały                                                                 | Wyścig odwołany (OD/C) |
| Bez koloru                                                            | Został wycofany (WYC/WD) |
| Bez koloru                                                            | Nie przybył (NP/DNA) |
| Bez koloru                                                            | Nie brał udziału w treningach (NT/DNP) |
| Bez koloru                                                            | Nie został zgłoszony (–) |
| Pogrubienie                                                           | Start z pole position |
| Kursywa                                                               | Najszybsze okrążenie wyścigu |
| †                                                                     | Nie ukończył, ale jego rezultat został zaliczony ze względu na przejechanie więcej niż 90% dystansu wyścigu.                              |
| *                                                                     | Sezon w trakcie |
| 1/2/3                                                                 | Punktowana pozycja w sprincie kwalifikacyjnym                                                                                             |
| Lista systemów punktacji Formuły 1                                    | |

### Puchar Pokoju i Przyjaźni
| Rok  | Samochód         | Silnik      | Wyniki w poszczególnych eliminacjach | Wyniki w poszczególnych eliminacjach | Wyniki w poszczególnych eliminacjach | Wyniki w poszczególnych eliminacjach | Wyniki w poszczególnych eliminacjach | Wyniki w poszczególnych eliminacjach | Wyniki w poszczególnych eliminacjach | Pkt. | Msc. |
| ---- | ---------------- | ----------- | ------------------------------------ | ------------------------------------ | ------------------------------------ | ------------------------------------ | ------------------------------------ | ------------------------------------ | ------------------------------------ | ---- | ---- |
| 1979 |                  |             |                                      |                                      | Czechosłowacja                       |                                      |                                      |                                      |                                      | 126  | 11   |
| 1979 | Promot Polonia I | Polski Fiat | 19                                   | 13                                   | 9                                    | 13                                   | –                                    |                                      |                                      | 126  | 11   |
| 1980 |                  |             |                                      |                                      | Czechosłowacja                       | Polska                               |                                      |                                      |                                      | 131  | 8    |
| 1980 | MTX 1-03         | Łada        | 16                                   | 13                                   | 9                                    | 10                                   | –                                    |                                      |                                      | 131  | 8    |
| 1981 |                  |             | Czechosłowacja                       | Polska                               |                                      |                                      |                                      |                                      |                                      | 138  | 3    |
| 1981 | MTX 1-03         | Łada        | 12                                   | 8                                    | –                                    | 14                                   | 8                                    |                                      |                                      | 138  | 3    |
| 1982 |                  |             | Polska                               |                                      |                                      | Czechosłowacja                       |                                      |                                      |                                      | 123  | 11   |
| 1982 | MTX 1-03         | Łada        | 11                                   | 22                                   | 14                                   | 10                                   | –                                    |                                      |                                      | 123  | 11   |
| 1983 |                  |             |                                      | Czechosłowacja                       |                                      | Polska                               |                                      |                                      |                                      | 104  | 11   |
| 1983 | MTX 1-03         | Łada        | 6                                    | –                                    | 11                                   | 14                                   | –                                    |                                      |                                      | 104  | 11   |
| 1984 |                  |             | Czechosłowacja                       | Polska                               |                                      |                                      |                                      |                                      |                                      | 93   | 18   |
| 1984 | MTX 1-06         | Łada        | 16                                   | 11                                   | –                                    | 15                                   | –                                    | –                                    |                                      | 93   | 18   |
| 1985 |                  |             | Czechosłowacja                       | Polska                               |                                      |                                      |                                      |                                      |                                      | ?    | 35   |
| 1985 | MTX 1-06         | Łada        | –                                    | NU                                   | –                                    | 16                                   | –                                    |                                      |                                      | ?    | 35   |
| 1986 |                  |             | Polska                               | Czechosłowacja                       |                                      |                                      |                                      |                                      |                                      | 0    | NS   |
| 1986 | MTX 1-06         | Łada        | –                                    | –                                    | NU                                   | –                                    | –                                    | –                                    | –                                    | 0    | NS   |
| 1987 |                  |             | Polska                               |                                      |                                      |                                      |                                      |                                      |                                      | 19   | 45   |
| 1987 | MTX 1-06         | Łada        | 26                                   | –                                    | –                                    | –                                    |                                      |                                      |                                      | 19   | 45   |
| 1988 |                  |             | Czechosłowacja                       |                                      |                                      |                                      |                                      |                                      |                                      | ?    | ?    |
| 1988 | MTX 1-06         | Łada        | NU                                   | –                                    | –                                    | 13                                   |                                      |                                      |                                      | ?    | ?    |
| 1989 |                  |             | Polska                               |                                      |                                      |                                      |                                      |                                      |                                      | 31   | 28   |
| 1989 | MTX 1-06         | Łada        | NU                                   | –                                    | 14                                   | –                                    |                                      |                                      |                                      | 31   | 28   |

### Polska Formuła 3
| Rok  | Zespół                 | Samochód   | Silnik | Wyniki w poszczególnych eliminacjach | Wyniki w poszczególnych eliminacjach | Wyniki w poszczególnych eliminacjach | Wyniki w poszczególnych eliminacjach | Wyniki w poszczególnych eliminacjach | Wyniki w poszczególnych eliminacjach | Wyniki w poszczególnych eliminacjach | Pkt. | Msc. |
| ---- | ---------------------- | ---------- | ------ | ------------------------------------ | ------------------------------------ | ------------------------------------ | ------------------------------------ | ------------------------------------ | ------------------------------------ | ------------------------------------ | ---- | ---- |
| 1995 |                        |            |        | Polska                               | Polska                               | Polska                               | Polska                               | Polska                               | Polska                               | Polska                               | 25   | 9    |
| 1995 | Automobilklub Toruński | Estonia 25 | Fiat   | 5                                    | 8                                    | –                                    | –                                    | –                                    | 6                                    | 8                                    | 25   | 9    |

### Polska Formuła Mondial
| Rok  | Zespół                 | Samochód   | Silnik | Wyniki w poszczególnych eliminacjach | Wyniki w poszczególnych eliminacjach | Wyniki w poszczególnych eliminacjach | Wyniki w poszczególnych eliminacjach | Wyniki w poszczególnych eliminacjach | Wyniki w poszczególnych eliminacjach | Pkt. | Msc. |
| ---- | ---------------------- | ---------- | ------ | ------------------------------------ | ------------------------------------ | ------------------------------------ | ------------------------------------ | ------------------------------------ | ------------------------------------ | ---- | ---- |
| 1989 |                        |            |        | Polska                               | Polska                               | Polska                               | Polska                               | Polska                               |                                      | 0    | NS   |
| 1989 | Automobilklub Toruński | MTX 1-06   | Łada   | NU                                   | NU                                   | –                                    | –                                    | –                                    |                                      | 0    | NS   |
| 1990 |                        |            |        | Polska                               | Polska                               | Polska                               | Polska                               | Polska                               | Polska                               | 20   | 12   |
| 1990 | Automobilklub Toruński | MTX 1-06   | Łada   | –                                    | –                                    | –                                    | –                                    | –                                    | 7                                    | 20   | 12   |
| 1993 |                        |            |        | Polska                               | Polska                               | Polska                               | Polska                               | Polska                               | Polska                               | 22   | 14   |
| 1993 | Rafineria Gdańska      | MTX 1-06   | Łada   | 11                                   | 8                                    | 8                                    | –                                    | –                                    | –                                    | 22   | 14   |
| 1993 | Rafineria Gdańska      | Estonia 25 | Fiat   | –                                    | –                                    | –                                    | NW                                   | 15                                   | NU                                   | 22   | 14   |
| 1994 |                        |            |        | Polska                               | Polska                               | Polska                               | Polska                               | Polska                               | Polska                               | 6    | 14   |
| 1994 | Automobilklub Toruński | Estonia 25 | Fiat   | –                                    | –                                    | –                                    | –                                    | 6                                    | NW                                   | 6    | 14   |

### Polska Formuła Easter
| Rok  | Zespół                 | Samochód         | Silnik      | Wyniki w poszczególnych eliminacjach | Wyniki w poszczególnych eliminacjach | Wyniki w poszczególnych eliminacjach | Wyniki w poszczególnych eliminacjach | Wyniki w poszczególnych eliminacjach | Wyniki w poszczególnych eliminacjach | Pkt. | Msc. |
| ---- | ---------------------- | ---------------- | ----------- | ------------------------------------ | ------------------------------------ | ------------------------------------ | ------------------------------------ | ------------------------------------ | ------------------------------------ | ---- | ---- |
| 1976 |                        |                  |             |                                      |                                      |                                      |                                      |                                      |                                      | 74   | 10   |
| 1976 | Automobilklub Toruński | Promot Polonia I | Polski Fiat | 9                                    | ?                                    | 7                                    |                                      |                                      |                                      | 74   | 10   |
| 1977 |                        |                  |             |                                      |                                      |                                      |                                      |                                      |                                      | ?    | ?    |
| 1977 | Automobilklub Toruński | Promot Polonia I | Polski Fiat | ?                                    | 9                                    | ?                                    | ?                                    |                                      |                                      | ?    | ?    |
| 1980 |                        |                  |             | Polska                               | Polska                               | Polska                               | Polska                               | Polska                               | Polska                               | 176  | 3    |
| 1980 | Automobilklub Toruński | MTX 1-03         | Łada        | 3                                    | 6                                    | 4                                    | 4                                    | 2                                    | 2                                    | 176  | 3    |
| 1981 |                        |                  |             | Polska                               | Polska                               | Polska                               | Polska                               | Polska                               |                                      | 132  | 6    |
| 1981 | Automobilklub Toruński | MTX 1-03         | Łada        | 3                                    | 2                                    | 3                                    | NU                                   | NU                                   |                                      | 132  | 6    |
| 1982 |                        |                  |             | Polska                               | Polska                               | Polska                               | Polska                               |                                      |                                      | ?    | ?    |
| 1982 | Automobilklub Toruński | MTX 1-03         | Łada        | ?                                    | ?                                    | NU                                   | NU                                   |                                      |                                      | ?    | ?    |
| 1983 |                        |                  |             | Polska                               | Polska                               | Polska                               | Polska                               | Polska                               |                                      | 142  | 7    |
| 1983 | Automobilklub Toruński | MTX 1-03         | Łada        | 1                                    | NU                                   | 2                                    | 2                                    | NU                                   |                                      | 142  | 7    |
| 1984 |                        |                  |             | Polska                               | Polska                               | Polska                               | Polska                               | Polska                               |                                      | 173  | 3    |
| 1984 | Automobilklub Toruński | MTX 1-06         | Łada        | 1                                    | 2                                    | 3                                    | NU                                   | 11                                   |                                      | 173  | 3    |
| 1985 |                        |                  |             | Polska                               | Polska                               | Polska                               | Polska                               | Polska                               |                                      | 111  | 11   |
| 1985 | Automobilklub Toruński | MTX 1-06         | Łada        | 3                                    | NU                                   | NU                                   | 6                                    | 17                                   |                                      | 111  | 11   |
| 1986 |                        |                  |             | Polska                               | Polska                               | Polska                               | Polska                               | Polska                               |                                      | 156  | 5    |
| 1986 | Automobilklub Toruński | MTX 1-06         | Łada        | 10                                   | 5                                    | 6                                    | 8                                    | 5                                    |                                      | 156  | 5    |
| 1987 |                        |                  |             | Polska                               | Polska                               | Polska                               | Polska                               | Polska                               |                                      | 189  | 2    |
| 1987 | Automobilklub Toruński | MTX 1-06         | Łada        | 2                                    | 3                                    | 1                                    | 1                                    | 5                                    |                                      | 189  | 2    |
| 1988 |                        |                  |             | Polska                               | Polska                               | Polska                               | Polska                               | Polska                               |                                      | 87   | 11   |
| 1988 | Automobilklub Toruński | MTX 1-06         | Łada        | NW                                   | 4                                    | 2                                    | NU                                   | NW                                   |                                      | 87   | 11   |
| 1989 |                        |                  |             | Polska                               | Polska                               | Polska                               | Polska                               | Polska                               |                                      | 77   | 2    |
| 1989 | Automobilklub Toruński | MTX 1-06         | Łada        | 1                                    | 4                                    | 3                                    | 12                                   | 2                                    |                                      | 77   | 2    |
| 1990 |                        |                  |             | Polska                               | Polska                               | Polska                               | Polska                               | Polska                               | Polska                               | 92   | 2    |
| 1990 | Automobilklub Toruński | MTX 1-06         | Łada        | 6                                    | 3                                    | 8                                    | NW                                   | 1                                    | 2                                    | 92   | 2    |
| 1991 |                        |                  |             | Polska                               | Polska                               | Polska                               | Polska                               | Polska                               | Polska                               | 108  | 1    |
| 1991 | Automobilklub Toruński | MTX 1-06         | Łada        | 3                                    | NW                                   | 1                                    | 1                                    | 1                                    | 10                                   | 108  | 1    |
| 1992 |                        |                  |             | Polska                               | Polska                               | Polska                               | Polska                               | Polska                               | Polska                               | 74   | 2    |
| 1992 | Automobilklub Toruński | MTX 1-06         | Łada        | 2                                    | 1                                    | 12                                   | ?                                    | 1                                    | NU                                   | 74   | 2    |

### Formuła Polonia
| Rok  | Zespół                 | Samochód         | Silnik      | Wyniki w poszczególnych eliminacjach | Wyniki w poszczególnych eliminacjach | Wyniki w poszczególnych eliminacjach | Wyniki w poszczególnych eliminacjach | Wyniki w poszczególnych eliminacjach | Pkt. | Msc. |
| ---- | ---------------------- | ---------------- | ----------- | ------------------------------------ | ------------------------------------ | ------------------------------------ | ------------------------------------ | ------------------------------------ | ---- | ---- |
| 1978 |                        |                  |             |                                      |                                      |                                      |                                      |                                      | ?    | 1    |
| 1978 | Automobilklub Toruński | Promot Polonia I | Polski Fiat | 3                                    | 1                                    | ?                                    | ?                                    | 3                                    | ?    | 1    |
| 1979 |                        |                  |             |                                      |                                      |                                      |                                      |                                      | ?    | 2    |
| 1979 | Automobilklub Toruński | Promot Polonia I | Polski Fiat | 3                                    | 3                                    | ?                                    | ?                                    | 2                                    | ?    | 2    |